# Чемпионат мира по бобслею 1966
24-й чемпионат мира по бобслею и скелетону прошёл в 1966 году в городе Кортина-д’Ампеццо. На этом чемпионате состязание в четвёрках было отменено из-за смерти во время соревнования бобслеиста Тони Пенспергера. Пенспергер был награждён посмертно золотой медалью Международной федерацией бобслея и тобоггана вместе с его уцелевшими товарищами по команде: Людвигом Зибертом, Хельмутом Верзером и Роландом Эбертом. После смерти Пенспергера Международная федерация бобслея и тобоггана решила увеличить и улучшить безопасность бобслеистов на всех уровнях, включая зимние Олимпийские игры и чемпионаты мира.

## Соревнование двоек
| Золото                                    | Серебро                                          | Бронза                             |
| Эудженио Монти, Серджо Сьорпаэс (5:07,52) | Джанфранко Гаспари, Леонардо Каваллини (5:10,09) | Энтони Нэш, Робин Диксон (5:12,75) |

## Медальный зачёт
| Место | Страна                                                                                   | Золото | Серебро | Бронза | Всего |
| ----- | ---------------------------------------------------------------------------------------- | ------ | ------- | ------ | ----- |
| 1     | Италия                                                                                   | 1      | 1       | 0      | 2     |
| 2     | ФРГ (вручена посмертная медаль из-за смерти Тони Пенспергера в соревновании в четвёрках) | 1      | 0       | 0      | 1     |
| 3     | Великобритания                                                                           | 0      | 0       | 1      | 1     |